# Afanasij Fet
Afanasij Afanasjevič Fet (rusky Афанасий Афанасьевич Фет; 5. prosince 1820 poblíž Mcenska – 3. prosince 1892 Moskva), později si změnil jméno na Šenšin (Шеншин) byl ruský básník, jedna z nejvýznamnějších postav ruské poezie poslední čtvrtiny 19. století.

## Život
Afanasij byl syn Němky jménem Charlotta, která byla zpočátku provdaná za Johanna Feta. V roce 1822, dva roky po narození svého syna, se ale znovu provdala za bohatého Rusa Šenšina. Nebylo jasné, jestli je Afanasij potomkem Šenšina či Feta, ale Svatá konzistoř v Orlu rozhodla, že Afanasij bude používat jméno Fet. Tento rozsudek Afanasije velmi traumatizoval a sám se cítil být spíš potomkem Šenšina. Stigma nelegitimity ho pronásledovalo po celý život a teprve v roce 1876 mu bylo po několika letech soudního procesu změněno jméno na Šenšin.
Odešel studovat do Moskvy, poté až do roku 1856 sloužil v armádě. Rychlý postup v armádních hodnostech mu umožnil lepší přijetí ruskou šlechtou. Fet zastával názor, že způsob básníkova života ovlivňuje jeho poezii jen velmi málo, což se projevilo i v jeho pohrdání radikály. Během vojenské služby navázal přátelství s Lvem Tolstým, kterého vždy obdivoval. Posléze se usadil na panství Stěpanovka v Orelské oblasti a svého přítele navštěvoval tak často, jak jen to bylo možné. Byl jediným skutečným literátem mezi Tolstého přáteli.
Na sklonku života psal své literární paměti, překládal Aeneidu a Schopenhauerovu knihu Svět jako vůle a představa. Jeho utrpení se stávalo neúnosným, pokusil se o sebevraždu, nicméně jeho rodina ho zachránila a během dalšího sebevražedného pokusu zemřel na srdeční záchvat.

## Dílo

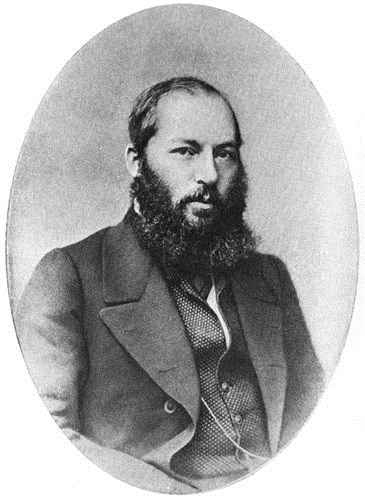
Andrej Denier: Portrét Afanasije Feta

První básně Fet publikoval v roce 1842, ale nebyl si jist svými uměleckými schopnostmi, takže své básně poslal k ohodnocení Turgeněvovi, který tehdy platil za arbitra vkusu. V tom pokračoval mnoho let, pak pochopil, že Turgeněv v jeho díle potlačuje některé osobité rysy a originální prvky.
Fetovy básně jsou tematicky dost konvenční: nešťastná láska, prostá příroda středního Ruska, dokonalé řecké sochy a vznešenost Boží. Fet s těmito tématy ale pracoval impresionistickou technikou, snažil se zachytit prchavý okamžik. Například v básni jménem Šepot nepoužil ani jedno sloveso, čímž dosáhl dojmu nepokojné dynamičnosti.
Jeho pozdní díla, napsaná pod vlivem Charlese Baudelaira, jsou velmi temná a složitá, evokují a zaznamenávají jemné asociace a polozapomenuté vzpomínky. Tvrdil, že nejdůležitější věcí v poezii je nit, která spojí všechny neuspořádané asociace do pevně strukturované krátké básně.
Za svého života nebyl Fet příliš známý, silně ale ovlivnil školu ruských symbolistů, zejména Anněnského a Bloka.

## Česká vydání
- Večery a noci, SNKLU. Praha 1964, vybral a přeložil Ivan Slavík
- Roční doby života, Lidové nakladatelství, Praha 1974, vybral a přeložil Jaroslav Kabíček